# Sputnik 21
Sputnik 21 var det fjärde uppdraget i det sovjetiska Veneraprogrammet och var avsedd för att göra en förbiflygning av Venus. Sputnik 21 sköts upp den 12 september 1962 av SL-6/A-2-e-raket i bana runt jorden, men det tredje steget exploderade och förstörde rymdsonden.

### Fotnoter
1. ↑  ”NASA Space Science Data Coordinated Archive” (på engelska). NASA. https://nssdc.gsfc.nasa.gov/nmc/spacecraft/display.action?id=1962-045A. Läst 27 mars 2020.